# Война агравиадосов
Война агравиадосов (исп. Guerra de los Agraviados, Agraviados — недовольные) — в испанской Каталонии в 1826—1828 годах мятеж абсолютистов, приверженцев духовенства, против Фердинанда VII; их стремлением было восстановление крайнего абсолютизма (безграничного господства) церкви и государства и возведение на престол дона Карлоса, брата короля.
Политическая партия агравиадосов, образовавшаяся в 1826 году, отличалась сопротивлением каким бы то ни было либеральным мерам. В её рядах были весьма влиятельные лица, включая генерал-капитана каталонской провинции графа д’Эспанью.
В 1827 году партия прибегла к открытому восстанию. Она потребовала самых жестоких мер в государственном управлении и восстановление инквизиции. Из приверженцев партии было сформировано войско, насчитывавшее до 14 тыс. человек.
Король Фердинанд VII лично выступил для их усмирения, и вскоре мятеж был подавлен: восставшие были разбиты в нескольких битвах с королевскими войсками, зачинщики захвачены в плен, казнены или отправлены в вечную ссылку; некоторые из них успели скрыться в горах или перебраться во Францию. Только в августе 1828 года король Фердинанд смог, закончив свой поход, спокойно вернуться в Мадрид.